# Effetto Wilson

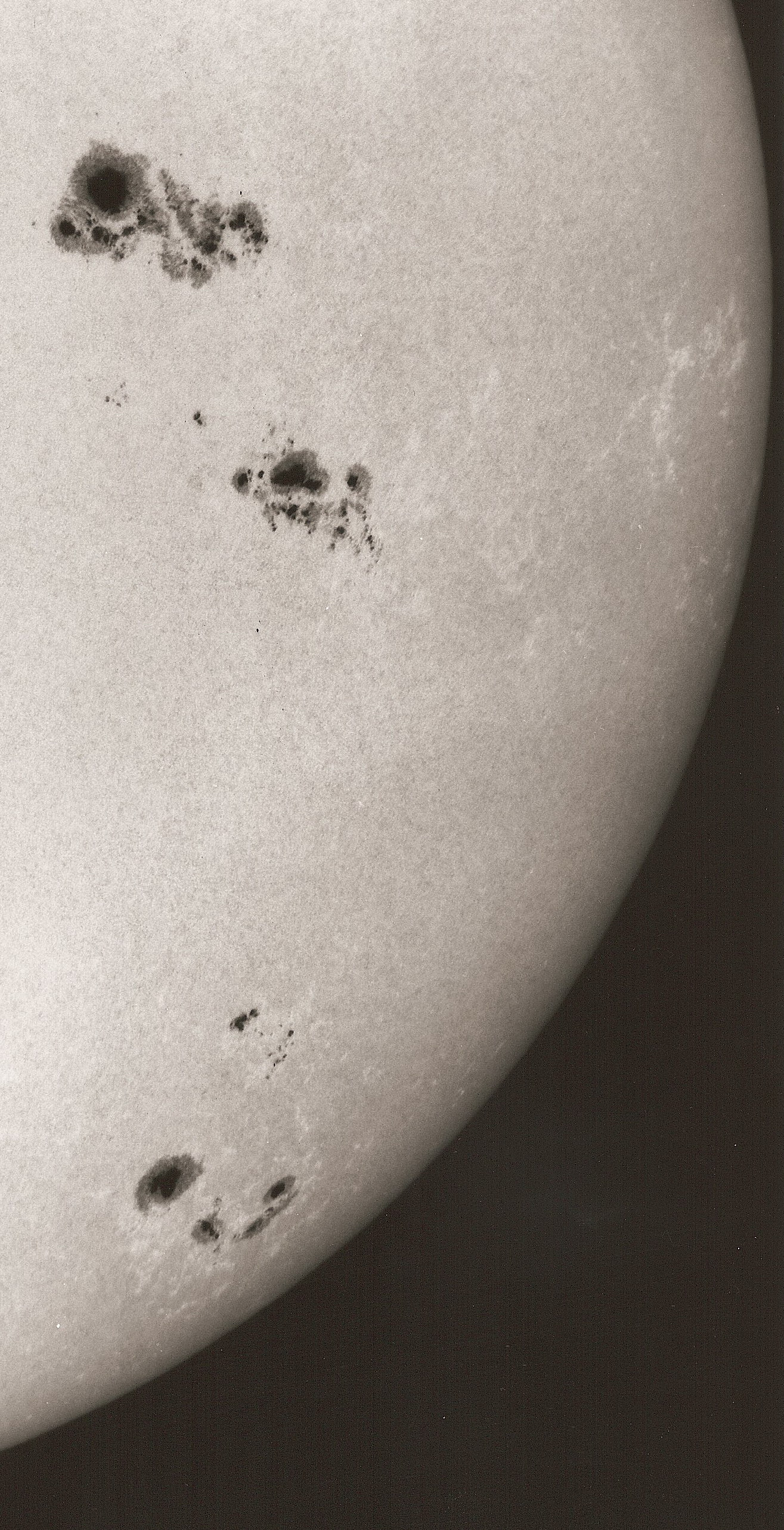
Macchie solari con ombra e penombra, si nota l'effetto Wilson su alcune macchie periferiche

L'effetto Wilson è un fenomeno che si verifica nel Sole e nelle stelle e riguarda le macchie solari (e più genericamente quelle stellari). Nel 1776 l'astronomo scozzese Alexander Wilson pubblicò alcune osservazioni riguardanti una macchia solare effettuate dal 22 novembre 1769. Wilson notò che la penombra della macchia solare appare pressoché simmetrica quando questa si trova in prossimità del centro del disco solare; quando invece la macchia si avvicina al bordo del disco per effetto della rotazione solare, la penombra non appare più simmetrica: la parte della penombra rivolta verso il centro del disco si assottiglia sempre di più fino a scomparire. Ciò suggerisce che le macchie solari siano delle depressioni rispetto al resto della superficie: l'effetto Wilson sarebbe in tal caso dovuto ad un effetto di prospettiva.